# 骆驼祥子
《駱駝祥子》，中國現代長篇小說，作者老舍，1936至1937年在雜誌上連載，1939年首次出版單行本。故事講述1920年代北洋军阀统治下北京一個年輕人力車夫的悲慘人生。命途坎坷的祥子一心希望擁有自己的洋車，卻一再得而復失，自甘墮落。在故事中，祥子因为意外捡到几匹骆驼而又被称为骆驼祥子。这亦是本书的题目。《駱駝祥子》內容寫實，呈現北京城風貌，流露對低下階層的深切同情和關懷，對個人主義的奮鬥不表贊同，也譏諷政治上的集體行動主張。技巧方面，小說結構嚴謹緊湊，運用北京方言，文字生動傳神，善用象徵與反諷手法，深入描寫人物的心理和情感。《駱駝祥子》是中國新文學中讀者最多、最為知名的作品之一，被譽為代表老舍文學事業的巔峰和抗戰以前最出色的中國現代小說，也是寫實主義文學的里程碑之作。老舍以他的人生为线索，向人们展示封建社会时期，北京底层市民的艰苦生活。暗中讽刺封建社会对劳动者的剥削、压迫。

## 出版

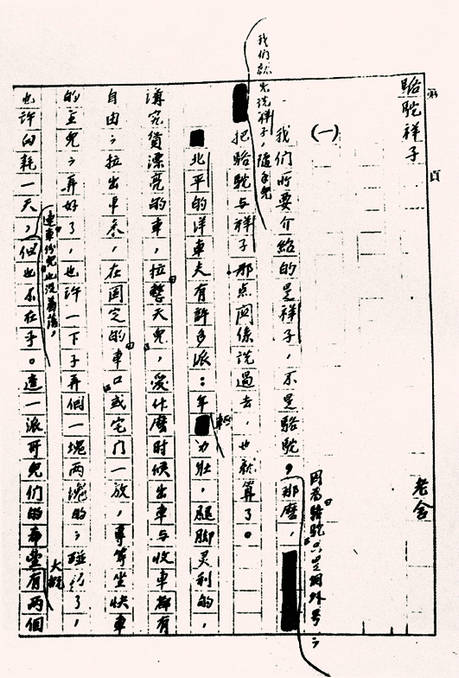
《駱駝祥子》老舍手稿

《駱駝祥子》1936年9月開始在上海雜誌《宇宙風》第25期連載，至1937年10月第48期登完。受抗日戰爭影响，單行本在1939年才由上海人間書屋出版:127。1941年重慶文化生活出版社、1950年上海晨光出版公司都據人間書屋初版印刷單行本:123-124。1955年人民文學出版社的修訂版刪去第23章的大部份以及最後一章第24章；祥子最後道德和身體的墮落，他出賣阮明組織洋車夫一事，以及阮明被槍斃的場景，都被刪除:154，小說中所有牽涉性的描述也被刪去。修訂本的刪改出於政治避諱:212，而老舍則表示，第24章在語氣上不連貫，結構上與小說的其他部份不相關，故整章刪去:175。1983年《老舍文集》收錄的《駱駝祥子》大致恢復刪去的內容，但小說第23章一段寫「白面口袋」大奶妓女身世的文字，還是被省略:4。《駱駝祥子》最初連載於《宇宙風》後，原手稿保留在該刊編輯陶亢德之手，一直到文化大革命被紅衛兵沒收。1982年，該手稿在上海圖書館「沒收物品」中被發現:178。

## 情節
祥子是個老實、木訥、硬朗的年輕漢子，在北京的街上拉人力車:154，風雨無阻地在城裏跑著，熟悉城裏的大街小巷:269。他唯一的野心是省錢給自己買一輛車子拉。可是他剛買了一輛，就糊裏糊塗地被捉進軍隊裏當苦力，車子也被人奪走了。一天夜裏，他從軍營逃出來，順手牽走三匹駱駝，慌慌張張地只賤賣了三十五元。他對自己偷駱駝並不後悔，因為他的車子是被無理搶去的，但不管怎樣，這次是他墮落的開始，他的人格受到損害，不完美了。為了再買一輛車子，祥子加倍賣力地拉車，從前他是不屑和老車夫們搶生意的，這時卻硬搶他們的客人。他像從前一樣，很受租車的老闆劉四爺信任，每天把車還了以後，就在他車廠裏過夜。劉四爺又凶又醜的女兒虎妞引誘祥子通了姦。祥子原本一直想著有了錢之後，娶個乾淨利落、身體強健的鄉下女孩，這次向誘惑屈服，表示出另一個妥協。他感到很羞恥，離開劉家到曹教授拉私人包車。這個新僱主是個和藹的社會主義者:154-155，可能就是作者老舍的自畫像:181。
本來祥子在曹先生的照顧下，可以找回他的純潔，無奈虎妞一再來纏他，假裝說懷孕了。有一次警察藉口曹先生參加地下活動，搜查他的住宅，祥子所有積蓄都被一個貪贜枉法的偵探沒收了。現在他沒路好走，只有回到劉四爺的車廠去。劉四爺對他起了疑忌，因為他女兒還是堅持要嫁這個沒有一文錢的苦力，不想找個經濟地位較好的丈夫:155。劉四爺跟虎妞父女之間似乎有亂倫關係，因此特別反對虎妞出嫁:151-154。父女之間的對立，終於在劉四爺六十九歲生日那天爆發，大吵起來，祥子為良心驅使，只好站到虎妞這邊：儘管他討厭虎妞，可是他更忍受不了劉四爺歪曲地罵他愛錢。他和虎妞結了婚，搬到貧民窟去住。祥子極其悔恨被這樣騙著結了婚，就越發賣力拉車，希望能獨立自立。有一天奇熱，又下了豪雨，祥子拉車回家，發起高燒來，在床上病了兩個月。從此他健康受損，而他太太老是嘲罵他的自力更生愚不可及，使他更加痛苦。虎妞以為父親早晚會原諒她，安心地靠平日積蓄過著舒服日子:155。不料劉四爺把車行賣掉，拿了現款逃走，從此失蹤，使虎妞始終得不到父親的財產:144、148。
祥子鄰居女孩小福子靠做妓女賺的一點錢，養活她的酒鬼父親和兩個弟弟，祥子跟小福子來往時，得到些許慰藉:155。後來虎妞難產而死，使祥子大受打擊，為了安葬費用，祥子唯有把車子賣掉了:131-132。事後祥子很想娶困苦而好心的小福子，但是想到要養活她一大家人，就嚇怕了，搬到別的地方去。他心情太壞，開始抽煙喝酒，而且和以前看不上眼的那些吊而郎當的車夫來往起來:156。他給夏先生拉包月，被其實是私娼的夏太太勾引，染上性病:132。不久后，祥子意外拉上了劉四爺，在恶语顶撞了他一顿后，祥子毅然振奮起來，他要娶小福子，然後再去找他的恩人曹先生，給他拉包車。曹先生很高興他回來了，但祥子決定先去找小福子。焦頭爛額地找了一陣子，他才知道小福子作了一段時期最下等的妓女後，上吊自殺了。這一來祥子精神全垮了，他不再回曹家拉車，因為工作就表示為了體面好看而作徒勞無功的掙扎，而他現在已失去勇往直前的毅力。他開始自暴自棄，偷東西，出賣朋友，越來越骯髒懶散，最終成為無業遊民，在北京的婚禮和葬禮替人家打幡賺錢:156，向警察當局出賣工人運動的情報:270。

## 主要登场人物
- 祥子

本作品的主人公，人力車夫。农村出身。本作的标题的由来是祥子曾经从败兵那儿牵来的3只骆驼卖掉了。結婚後虎妞提议创业、丈夫继续拉车。
- 虎妞

人和車厂的经营者——劉四爺的女儿。因为和祥子结婚，她父亲把她赶出家门，所以她和和祥子一起生活。
- 小福子

与祥子及其妻子住在同个大杂院里，嫁给了军人。有一个破碎的酗酒家庭。她最后自杀了。

## 主題
《駱駝祥子》寫一個誠實年輕的人力車夫如何沉淪到社會棄兒的地步，對社會不公作出有力控訴，對下層人民追求幸福的欲望和絕望深表同情，呈現對社會底層的人道關懷:162-163。祥子似是無產階級勞動者的典型，身無分文，無依無靠，無朋無友，也沒有家人。小說描摹祥子時關懷細膩，情感強烈，對受害者有博愛襟懷。老舍將主人公的墮落歸之於社會環境:151、148-149，受康拉德的小說影響，寫出人物「被環境鎖住不得不墮落」:128、146，表現人與環境的酷烈鬥爭及其必然的失敗，流露悲觀立場和宿命決定論。一敗塗地不是祥子的個人責任，而是這個社會使他一切自力更生和誠實生活的努力都付諸東流:162-163，以致城市貧民無法擺脫悲慘的命運:133。在不公不義與充滿剝削的社會裏，任何要達成理想的努力都變得毫無意義，世界本是深不可測的黑洞，妄想從中理出個道理來:169。
《駱駝祥子》具體寫出個人單獨救國必然徒勞:154。祥子被描述成一個個人主義者，他那獨善其身的夢想最終卻毀滅了他自己:149。老舍用悲劇的筆法描寫一個善良的無產階級者徒然的掙扎，祥子為了個人獨立地過活，堅持鬥爭，直至最後身心交瘁為止:153-154。祥子是值得同情的，但小說暗示，即使祥子克服了書中列舉的一切困難，他一定也會碰到另外一些，一樣會打垮他。要是沒有健全的社會環境，祥子那種個人主義的奮鬥努力不但沒有用，最後還會身心交瘁。小說最後的話，充滿對祥子的諷刺和輕蔑：
體面的，好強的，好夢想的，利己的，個人的，健壯的，偉大的，祥子，不知陪著人家送了多少回殯；不知道何時何地會埋他自己來，埋起這墮落的，自私的，不幸的，社會病胎裏的產兒，個人主義的末路鬼！
小說似乎認定，在一個病態社會裏，要改善貧苦大眾的處境，就要集體行動，如果無產階級有人要用自己的力量來發展，只徒然加速他自己的毀滅而已:156-157。
另一方面，《駱駝祥子》也用消極的態度看待集體行動，並未把祥子所有的不幸歸根於他缺少階級意識:173。作者對卑鄙的學生份子兼政客表示厭棄，蔑視阮明這個人物:159。阮明因在考試中被曹先生給了不合格，向政府詆譭自己的老師，後來搞政治活動，組織車夫參加革命鬥爭。他擁戴左翼的集體行動，懂得怎樣靠告發他人撈利益:173-174。他行刑前遊街時，北京城萬人空巷，歡聲雷動，大家都想爭睹一場真刀真槍的血腥好戲。小說呈現誇張扭曲的嘉年華會場景，與魯迅《阿Q正傳》裏的行刑場面相似:170。小說似乎表達互相抵牾的詮釋，既不贊同個人主義，也未首肯集體政治行動:174。窮人的個人主義固然沒有作用，而明智的集體行動，當時的中國人似乎也沒有能力採用:271。
《駱駝祥子》有大量的北京風俗寫實，可說是老舍對故都的鄉愁禮贊:164。有學者認為，《駱駝祥子》是一部探討心靈的小說，寫一個純樸的鄉下人與現代都市文明的對立，所產生道德和心靈敗壞的問題。老舍說「要由車夫的內心狀態觀察到地獄究竟是什麼樣子」，小說寫出現代都市文明把人性毀壞了，也寫出性慾對人物心靈的創傷:142-143、158。

## 手法
《駱駝祥子》結構嚴謹，絲毫不變地把戲劇焦點放在祥子奮鬥的事實上，使故事緊湊動人，在描寫祥子一再拚力設法活下去的時候，老舍表現出高度的道德眼光和心理深度。特別出色的，是祥子和虎妞之間婚前婚後緊張關係的描寫，赤裸裸直視人生經驗的狂暴可怖，一點不溫情不說教。故事結構緊湊。小說文字爽快直截，傳達了北京方言的地道韻味:158、154、159。第18章描寫夏天裏最熱一天的暴風雨，寫實傳神，是全書最精采的一段文字。客人不准祥子停車避雨，「一聲不響的任著車夫在水裏掙命」:161。作者先描寫溽暑的北京，有如燃燒的地獄般，煎炙著在街上討生活的人。突然雷電交加，塵埃滿天的北京驟然變成洪水中的孤島：
風、土、雨，混在一處，聯成一片，橫著豎著都灰茫茫冷颼颼，一切的東西都被裹在裏面，辨不清哪是樹，哪是地，哪是雲，四面八方全亂，全響，全迷糊。風過去了，只剩下直的雨道，扯天扯地的垂落，看不清一條條的，只是那麼一片、一陣，地上射起了無數的箭頭，房屋上落下萬千條瀑布。
這一節對烈日和暴雨的描寫冗長繁複，修辭縟麗，有豐富的意象:168。
《駱駝祥子》善用象徵手法，在虎妞引誘祥子的一夜，黑暗夜空中巨星狂悅地閃爍和爆裂，是二人愛達到高潮的象徵；夏日反常的炎熱，象徵社會對住在大雜院下層百姓的壓力，已達到無法承受的地步。祥子拚命拉車，則是性發洩的象徵；祥子最初喜愛清潔，替人打掃庭院，住到大雜院以後，祥子墮落了，就不再有打掃的習慣，已習慣骯髒了:161、164-165，他打掃勤勞程度先後的不同，象徵自己心地之清高與墮落。祥子替三家人拉過車，每個宅第的清潔與骯髒，也象徵主人心靈世界的光明與黑暗。楊先生心地險惡，「屋裏院裏整個像個大垃圾堆」；曹先生對人善良大方，講理和氣，於是「曹宅處處都很乾淨，連下房也是如此」；夏先生有性病，整天彎著腰，他院子的樹也歪曲，「歪歪擰擰的不受調理」。在虎妞色誘祥子的一夜，小說以一段如夢似幻的美文代替性愛場面，對性愛的處理手法較為「羞怯」和含蓄:103-104。
《駱駝祥子》運用反諷手法。祥子生活節儉，精打細算，常常計算自己的財物，然而彷彿災星降臨，祥子的計算無法彌補他多舛的命運早就算好的痛苦，呈現明顯的反諷意味。開始時祥子天真浪漫，對自己的身體有無限信賴，小說以反諷的語調說：「看著自己的青年的肌肉，他以為這只是時間的問題，這是必能達到的一個志願與目的，絕不是夢想！」小說很快證明，他想錯了:158-159、166。《駱駝祥子》也大量使用了心理敘事和自由間接引語，將祥子的內心獨白寫成敘事者的語詞:148、162。小說開始處說：
他老想著遠遠的一輛車，可以使他自由，獨立，像自己的手腳的那麼一輛車。有了自己的車，他可以不再受拴車的人們的氣，也無須敷衍別人；有自己的力氣與洋車，睜開眼睛就可以有飯吃。
老舍使用心理敘事與自由間接引語，以貼近模仿人物的語言，抓住祥子內心生活的顯著特徵，深入探索其內心世界，使一名車夫卑賤的生活具有更大的象徵意義:155、157。此外，小說中作者旁白頗多，一件事情的發生，往往前有導論，後有感想，作者一再走到幕來，向讀者直接陳述:102-103。
《駱駝祥子》以一種近乎鬧劇、喜劇的手法刻劃虎妞，她是老舍筆下最令人難忘的人物之一，生活讓她變成「也是既舊又新的一個什麼奇怪的東西，是姑娘，也是娘們；像女的，又像男的；像人，又像什麼凶惡的走獸！」她的臉色從灰灰的綠到紅得發黑，變化全看她的化粧技巧，還有她那永不饜足的食欲與性欲。虎妞是不折不扣的悍婦，醜怪荒誕，讓人既膽戰心驚又覺得滑稽可笑。她倒不是罪大惡極，只是揚揚自得，控制欲強，專以欺弱凌小為樂。虎妞懷孕後，老舍又以一種喜劇式的惡毒來描寫她的吃喝不停，不肯運動，以致慘受折磨:170-171。

## 成就
夏志清認爲，《駱駝祥子》是抗日戰爭前最佳的現代中國長篇小說，也是感人甚深的寫實主義小說。書中的主要人物都實實在在使人難忘，小說的戲劇張力和敘事技巧，都超過老舍以前以後的一切作品:158-159，老舍也曾表示這是「最使我自己滿意的作品」:143。張旭東指出，《駱駝祥子》同魯迅的《阿Q正傳》一樣，在五四運動以來新文學作品中擁有最多的讀者、最大的知名度，具有經典地位。王德威表示，《駱駝祥子》是老舍文學事業的巔峰，更是中國現代小說寫實主義的里程碑之作:162。

## 翻譯
《駱駝祥子》譯成英、日、俄、意、法、韓等十多種文字:124，日文譯本約有十種。第一個英譯本由伊萬·金（Evan King）翻譯，名為Rickshaw Boy，1945年在紐約出版:198、216。此譯本篡改原文，歪曲原著的精神，結尾改頭換面，刪去描寫祥子遊蕩告密等醜事的幾段重要文字，寫祥子重回曹家工作，從三等妓院救出小福子，結果祥子和小福子大團圓結局:160，這些修改都沒經老舍同意。出版後，成為美國每月之書俱樂部的選書，也是當年的暢銷書:216。此譯本擅自改寫原著，老舍對此十分不滿:330。讓·詹姆斯（Jean James）根據小說初版翻譯，1979年由夏威夷大學出版社出版，書名Rickshaw。1981年，北京外文出版社根據人民文學出版社的修訂本出版英譯本，譯者施曉菁，書名Camel Xiangzi:218。葛浩文的英譯本名為Rickshaw Boy: A Novel，2010年在紐約出版。

## 衍生作品
《骆驼祥子》曾被改编为包括话剧、歌剧、电影、电视剧等多种形式的作品：
| 体裁   | 年份   | 名称     | 说明 | 来源          |
| ------ | ------ | -------- | --- | ------------- |
| 话剧   | 1957年 | 骆驼祥子 | 1957年，北京人民艺术剧院将《骆驼祥子》改编为同名话剧，由梅阡改编执导，叶子主演，此后曾于1980年和1989年由梅阡执导，2007年和2013年由顾威执导复排 | [ 11 ] [ 12 ] |
| 电影   | 1982年 | 骆驼祥子 | 1982年上映，由凌子风执导，张丰毅、斯琴高娃主演，2015年，中影股份有限公司捐资进行修复                                                           | [ 13 ]        |
| 舞剧   | 1987年 | 骆驼祥子 | 中国歌剧舞剧院作品，由赵青主演 | [ 14 ]        |
| 京剧   | 1998年 | 骆驼祥子 | 江苏京剧院作品，由陈霖苍、黄孝慈主演 | [ 14 ]        |
| 电视剧 | 1998年 | 骆驼祥子 | 由李森执导谷智鑫、丁嘉丽、苏岩等主演 | [ 14 ]        |
| 动画   | 2013年 | 骆驼祥子 | 江苏音图文化发展有限公司出品，由蔡茵改编，林雨执导                                                                                             | [ 14 ]        |
| 歌剧   | 2014年 | 骆驼祥子 | 国家大剧院作品，由郭文景作曲，徐瑛改编，易立明执导。该歌劇結構上以虎妞為重心，祥子成為配角                                                     | [ 14 ] [ 9 ]  |

## 延伸閱讀
- 王润华：〈骆驼祥子沉沦之旅的三个驿站：人和车厂、毛家湾大杂院、白房子 （页面存档备份，存于）〉。
- 樊駿. . 老舍學網站. 2014-01-30  [2017-08-15]. （原始内容存档于2021-05-10） （中文（简体））.
- 邵寧寧. . 老舍學網站. 2014-08-12  [2017-08-15]. （原始内容存档于2021-05-08） （中文（简体））.
- 陳惠齡. . 《傳統中國文學電子報》. 2002, 82  [2017-08-15]. （原始内容存档于2021-05-08） （中文（繁體））.